# تايآن
تايآن (بالصينية: 泰安市 )‏ هي مدينة على مستوى محافظة، ووكالة حكومية، في جمهورية الصين الشعبية، وجمهورية الصين الشعبية، تتبع شاندونغ، تبلغ مساحتها 7,761 كيلومتر مربع، رمزها البريدي هو 271000.

## مدن توأم
المدن التوأم:
- لوغو.

## التقسيمات الإدارية
- Taishan, Tai'an [الإنجليزية]‏
- Daiyue, Tai'an [الإنجليزية]‏
- Ningyang County [الإنجليزية]‏
- Dongping County [الإنجليزية]‏
- شينتاي  [لغات أخرى]‏
- فيتشنغ [الإنجليزية]‏.

## أعلام
- هان لي
- لي تشاو
- هي جوان